# 연천군수
연천군수는 경기도 연천군의 군수이다.

## 역대 연천군수
| 대수 | 이름   | 임기기간                           | 비고      |
| ---- | ------ | ---------------------------------- | --------- |
| 1대  | 서병의 | 1954년 2월 2일 ~ 1955년 4월 14일   | 관선초대  |
| 2대  | 민병태 | 1955년 4월 23일 ~ 1956년 4월 3일   |           |
| 3대  | 이규복 | 1956년 4월 6일 ~ 1957년 5월 9일    |           |
| 4대  | 안승관 | 1957년 5월 10일 ~ 1960년 5월 23일  |           |
| 5대  | 남영우 | 1960년 5월 26일 ~ 1960년 11월 26일 |           |
| 6대  | 김춘식 | 1960년 11월 29일 ~ 1961년 7월 4일  |           |
| 7대  | 이규선 | 1961년 7월 20일 ~ 1962년 11월 26일 |           |
| 8대  | 노창현 | 1962년 11월 30일 ~ 1964년 1월 30일 |           |
| 9대  | 정운찬 | 1964년 2월 1일 ~ 1965년 3월 20일   |           |
| 10대 | 윤기영 | 1965년 3월 21일 ~ 1966년 6월 20일  |           |
| 11대 | 윤자순 | 1966년 6월 21일 ~ 1967년 12월 5일  |           |
| 12대 | 임동섭 | 1967년 12월 10일 ~ 1969년 8월 30일 |           |
| 13대 | 황두영 | 1969년 9월 1일 ~ 1970년 3월 3일    |           |
| 14대 | 김광준 | 1970년 3월 4일 ~ 1971년 8월 20일   |           |
| 15대 | 공천오 | 1971년 8월 21일 ~ 1973년 6월 13일  |           |
| 16대 | 이월선 | 1973년 6월 4일 ~ 1973년 7월 27일   |           |
| 17대 | 이호선 | 1973년 7월 28일 ~ 1975년 9월 2일   |           |
| 18대 | 신영춘 | 1975년 9월 3일 ~ 1977년 2월 4일    |           |
| 19대 | 이재원 | 1974년 2월 5일 ~ 1979년 5월 20일   |           |
| 20대 | 김남두 | 1979년 5월 21일 ~ 1981년 7월 5일   |           |
| 21대 | 김호영 | 1981년 7월 6일 ~ 1982년 1월 12일   |           |
| 22대 | 방제환 | 1982년 1월 13일 ~ 1983년 12월 26일 |           |
| 23대 | 박창곤 | 1983년 12월 27일 ~ 1985년 3월 10일 |           |
| 24대 | 이재석 | 1985년 3월 11일 ~ 1986년 3월 7일   |           |
| 25대 | 윤성진 | 1986년 3월 8일 ~ 1988년 6월 9일    |           |
| 26대 | 이영민 | 1988년 6월 10일 ~ 1989년 12월 26일 |           |
| 27대 | 남상훈 | 1989년 12월 27일 ~ 1991년 1월 16일 |           |
| 28대 | 홍성규 | 1991년 1월 17일 ~ 1992년 5월 15일  |           |
| 29대 | 최의동 | 1992년 5월 16일 ~ 1994년 1월 12일  |           |
| 30대 | 황준기 | 1994년 1월 3일 ~ 1994년 10월 28일  |           |
| 31대 | 황규경 | 1994년 10월 26일 ~ 1995년 6월 30일 |           |
| 32대 | 이중익 | 1995년 7월 1일 ~ 2002년 6월 30일   | 민선1·2대 |
| 33대 | 이중익 | 1995년 7월 1일 ~ 2002년 6월 30일   | 민선1·2대 |
| 34대 | 김규배 | 2002년 7월 1일 ~ 2010년 6월 30일   | 민선3·4기 |
| 35대 | 김규배 | 2002년 7월 1일 ~ 2010년 6월 30일   | 민선3·4기 |
| 36대 | 김규선 | 2010년 7월 1일 ~ 2018년 6월 30일   | 민선5·6기 |
| 37대 | 김규선 | 2010년 7월 1일 ~ 2018년 6월 30일   | 민선5·6기 |
| 38대 | 김광철 | 2018년 7월 1일 ~ 2022년 6월 30일   | 민선7기   |
| 39대 | 김덕현 | 2022년 7월 1일 ~                   | 민선8기   |

## 같이 보기
- 연천군수 선거